# 바일슈타인 데이터베이스
바일슈타인 데이터베이스(영어: Beilstein database)는 유기화학 분야의 최대 데이터베이스로 화합물을 바일슈타인 등록번호로 고유하게 식별한다. 데이터베이스는 1771년부터 현재까지의 과학 문헌을 다루며, 과학 문헌의 수백만 가지의 화학 반응 및 물질에 대한 실험적으로 검증된 정보를 포함한다.

## 같이 보기
- 유기화학
- 데이터베이스